# Осей Квадво
Осей Квадво (бл. 1735 — 1777) — 4-й асантейн (володар) імперії Ашанті у 1764—1777 роках. Повне ім'я осей Квадво Окоавіа.

## Життєпис
Походив з клану Ойоко Абусуа. Народився близько 1835 року. 1864 року після зречення асантейна Кусі Ободома внаслідок виборів став асантейном. Спрямував зусилля на внутрішнє зміцнення держави, поліпшення керованості та збільшення ваги володаря Ашанті.
До Осея Квадво посади успадковувались в імперії Ашанті. Натомість він став призначити голів провінцій (насамперед в колишніх підкорених державах і племенах) та інших сановників на основі їх заслуг (мужність на війні, майстерність у дипломатичних відносинах або торгівлі). Було запроваджено посади (крісла, табурети) сановників (нак шталт міністрів). В результаті протягом свого панування не мав спроб повстання, оскільки коло осіб, що особисто були віддані йому та правлячої династії значно збільшилося.
Наступним кроком було продовження реформи асантейна Опоку Варе І щодо розбудови структури анкобея, що остаточно перетворилося на столичну поліцію та охоронний корпус від зовнішнього нападу.
Також до кінця 1760-х років позбавився від залежності держави Конг, скориставшись внутрішньою боротьбою там. Помер 1777 року. Йому спадкував Осей Кваме Пан'їн.